# 바스 수도원

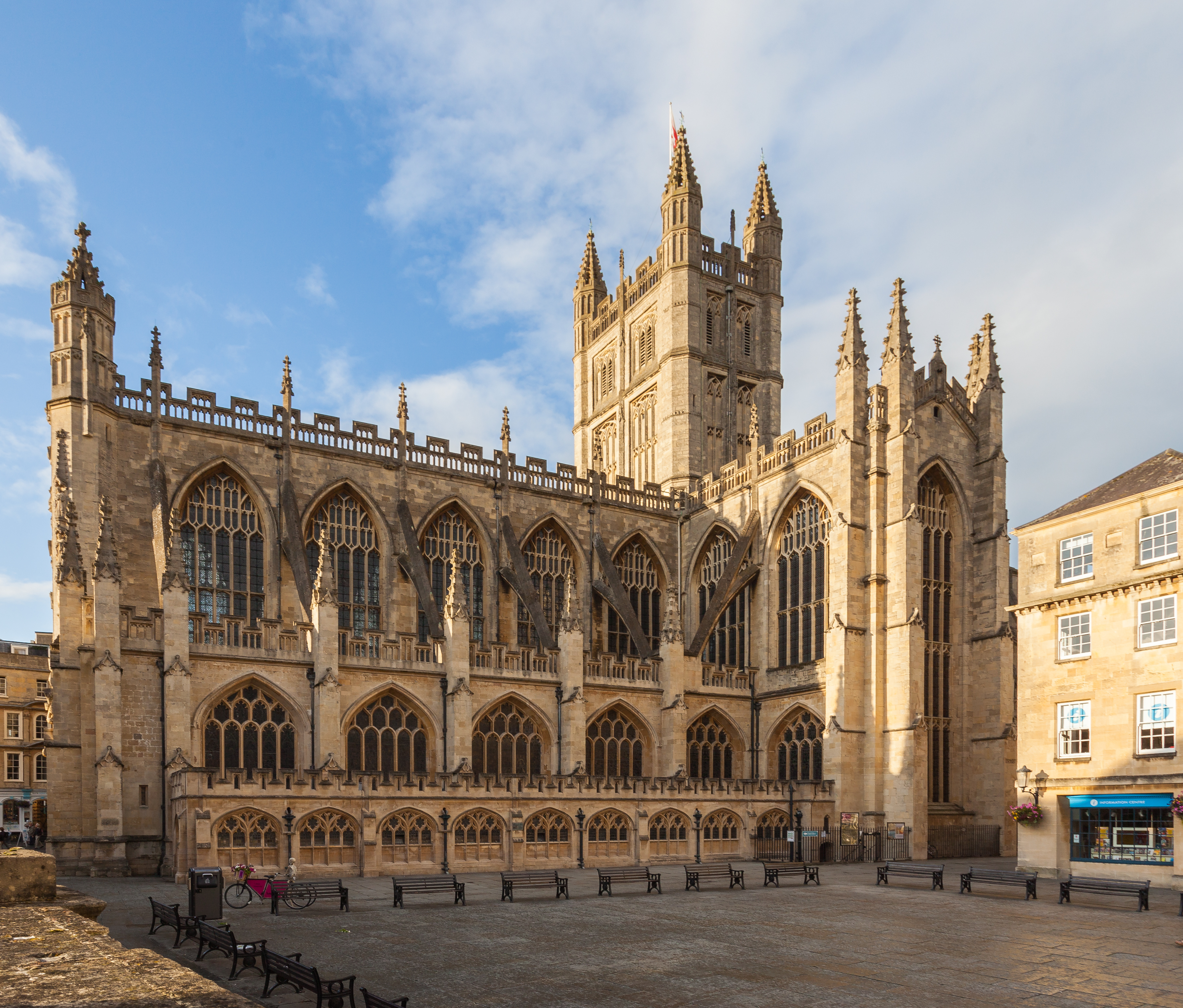
바스 수도원

바스 수도원(영어: Bath Abbey)은 잉글랜드 서머싯주 바스에 있는 사목구 성당이다. 휙체 (Hwicce) 왕국의 통치기인 675년에 건립되었으며, 당초에는 베네딕도회 수도원으로 사용되었으나 1539년 헨리 8세의 수도원 해산 명령으로 폐쇄되었다. 이후 재건되어 잉글랜드 국교회 교회가 되었지만 수도원이라는 명칭을 계속 유지하고 있다.
수도원은 등록 건물 I에 등재되어 있으며, 특히 부채꼴로 된 둥근 천장으로 유명하다.